# Рамин Резаеян
Рамин Резаеян (на персийски: رامین رضائیان سمسکندی; роден на 21 март 1990 в Сари, Иран) е ирански футболист, който играе като защитник и се състезава за иранския „Сепахан“ и националния отбор на Иран.

## Успехи

### Персеполис
- Шампион на Иран (1): 2016/17
- Вицешампион на Иран (1): 2015/16